# Campanario de Tournai
El campanario de Tournai (en francés: Beffroi de Tournai) está situado en Tournai, Valonia, Bélgica, y es el campanario más antiguo del país. El campanario de Tournai forma parte de un grupo de 56 torres y campanarios de Bélgica y Francia en la lista de Patrimonio de la Humanidad de la Unesco desde 1999.
Durante siglos, las campanas de Tournai sonaron por nacimientos, visitas, ataques y fiestas. Hoy, con sus 256 escalones y 72 metros de altura, es uno de los lugares más visitados de la ciudad belga.

## Historia
Se inició su construcción en 1188 cuando el rey Felipe Augusto de Francia procuró a Tournai sus propios fueros, otorgándole entre otros privilegios el derecho a erigir un campanario comunitario para avisar a los ciudadanos.
La forma original de la torre evocaba a un torreón medieval, con una sección transversal cuadrada y un parapeto almenado. Funcionaba como una torre vigía para divisar incendios y enemigos. Debido a la expansión de la ciudad, el campanario se amplió en 1294, añadiendo un cuerpo adicional y apuntalando sus esquinas con cuatro pináculos. Se colocó la estatua de un soldado en cada uno de los pináculos y un dragón coronaba toda la estructura. El dragón, símbolo de poder y vigilancia, también corona otras antigua torres en Bélgica, como la Lonja de Paños de Ypres y el Campanario de Gante.
Un incendio dañó el edificio en 1391. Los años siguientes, la ciudad adquirió nuevas campanas para reemplazar las antiguas, en ruinas, y añadió elementos en oro a la cumbre restaurada de la torre: tritones, estandartes y un nuevo dragón. La campana más grande de esta etapa, llamada Bancloque, y la campana para avisar de incendios, llamada Timbre, se han conservado hasta nuestros días. Se añadió un carillón en 1535.
Además de sus usos destacados anteriormente, el campanario también hacía las veces de prisión y algunas de sus cámaras se utilizaron para prisioneros hasta el año 1827.
Se llevó a cabo una gran restauración a mediados del siglo XIX. También se comenzó otra campaña de restauración en 1992, que duró una década.

## Galería

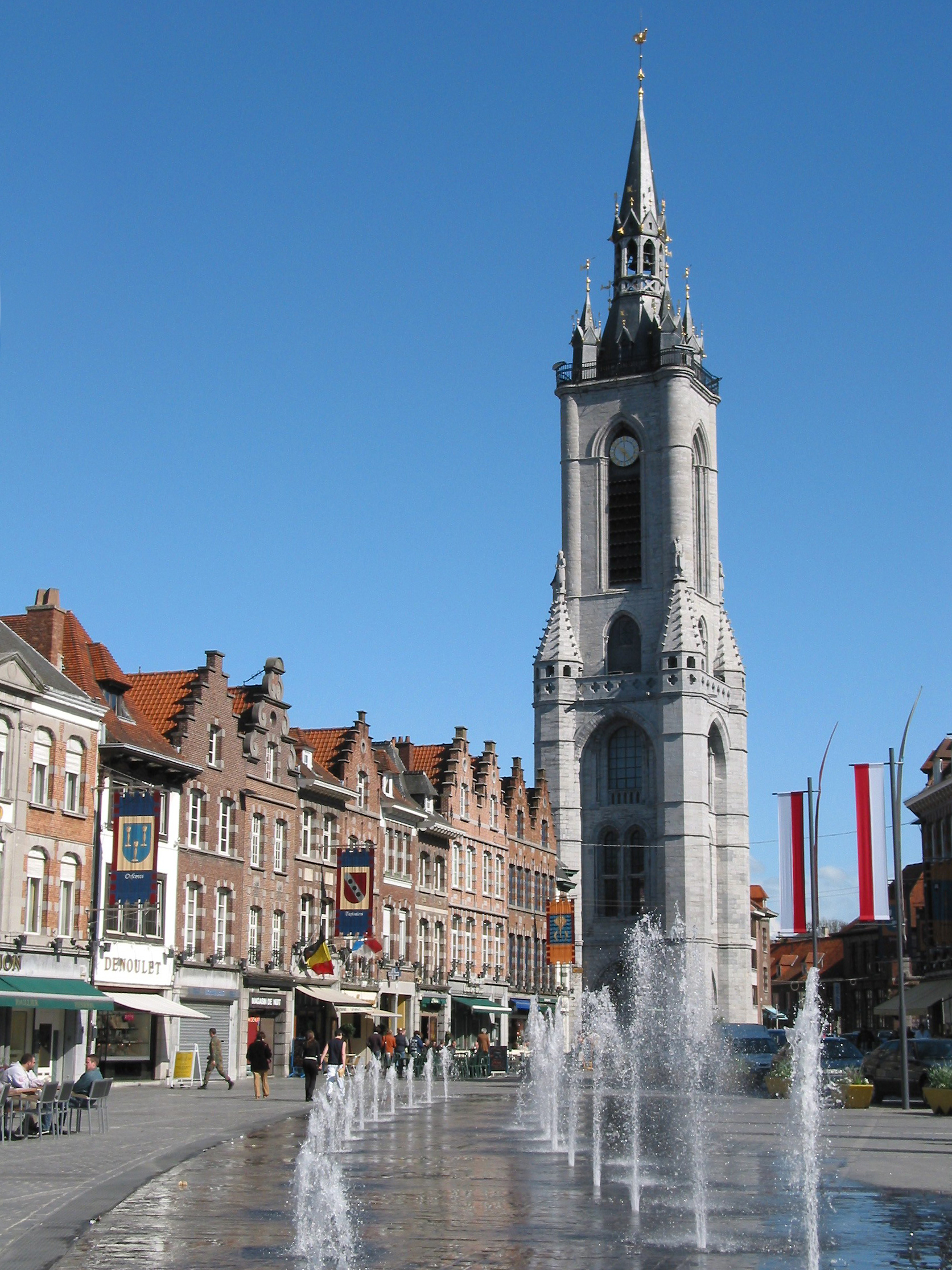
El beffroi de Tournai.
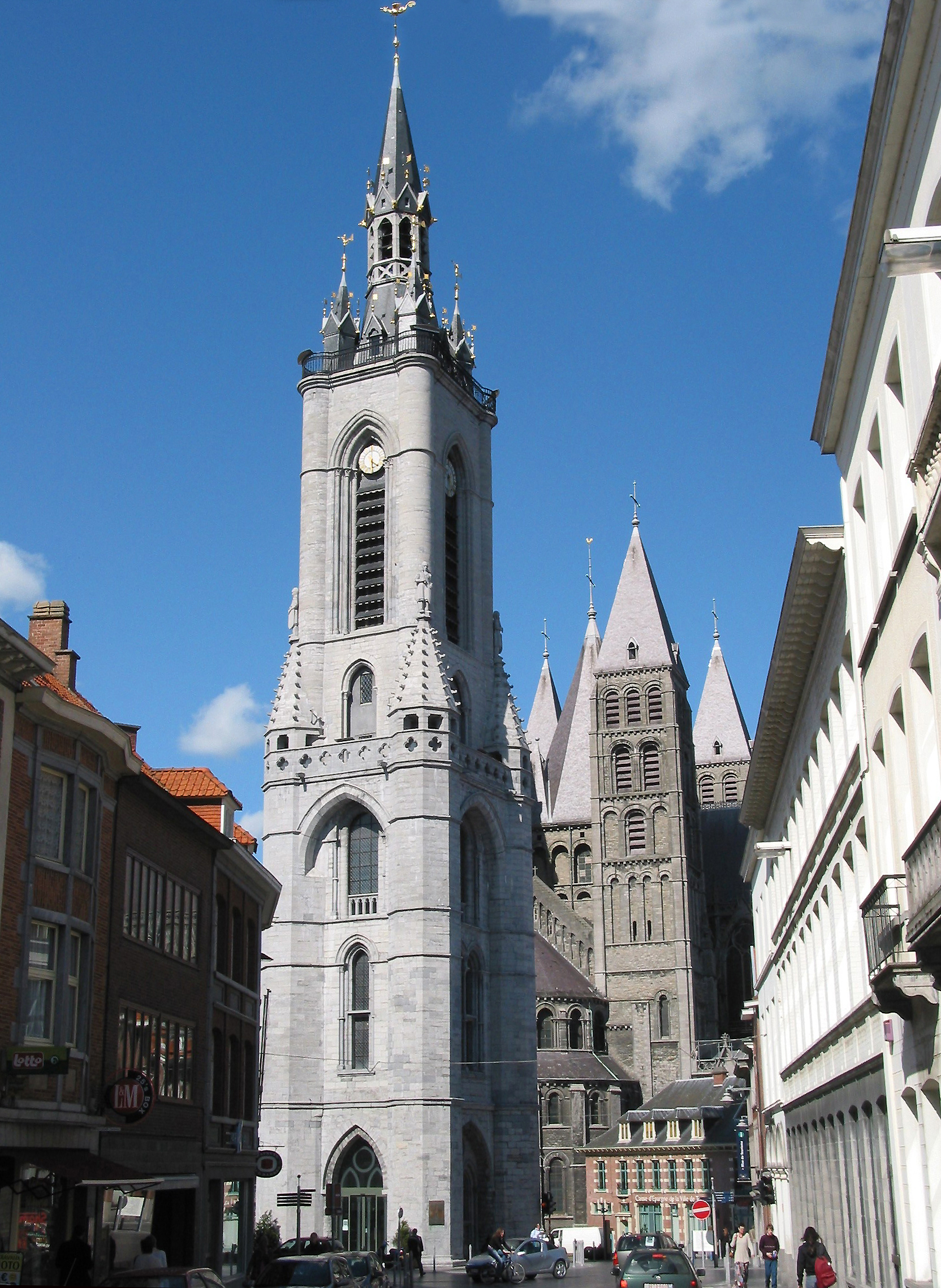
El beffroi de Tournai y la Catedral de Notre-Dame.
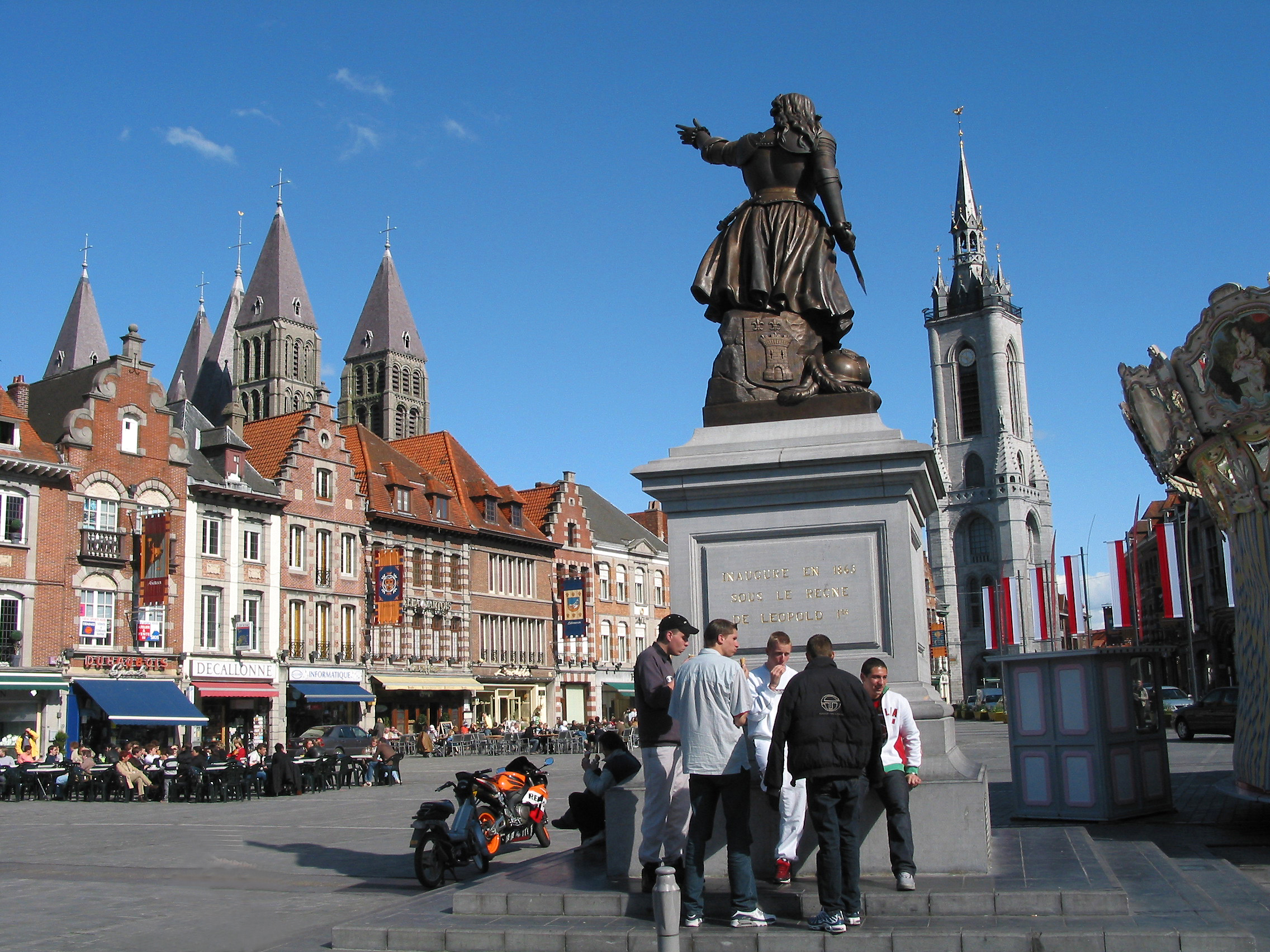
La Grand-Place, el beffroi y la catedral.